# Mouvement des sans-papiers à Paris en 1996

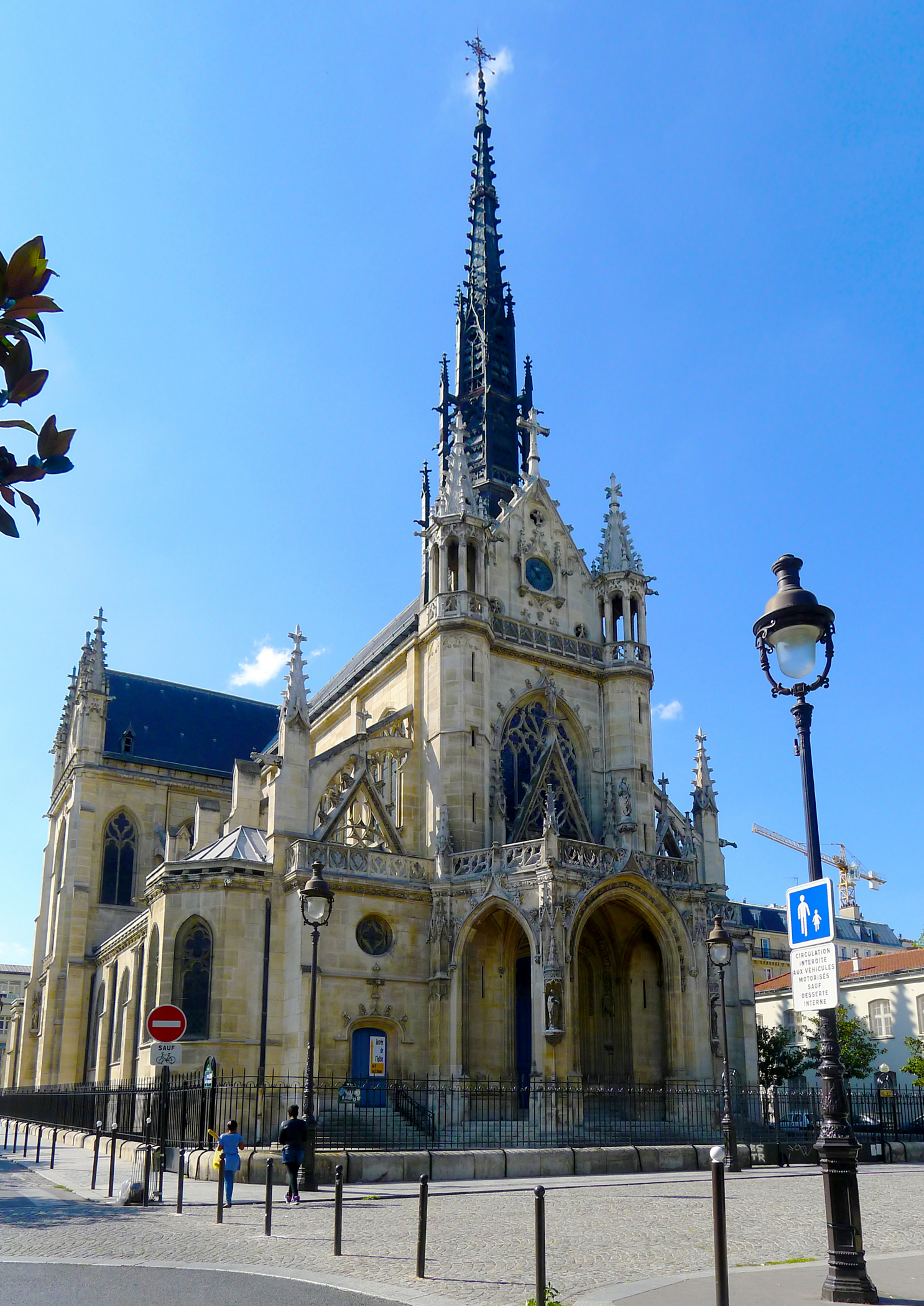
L'église Saint-Bernard.

Le Mouvement des sans-papiers à Paris en 1996 est un mouvement de lutte des étrangers en situation irrégulière en France médiatisé par l'occupation puis l'expulsion de l'Église Saint-Bernard, dans le quartier de La Chapelle, à la Goutte d’Or (Paris, 18e arrondissement).

## Chronologie du mouvement
Cette lutte menée par des étrangers en situation irrégulière africains trouve son origine dans la colère née quelques mois plus tôt dans les Foyers de travailleurs migrants de Montreuil (Seine-Saint-Denis) avec de nombreuses difficultés de renouvellement de titres de séjour, rejets de demande d'asile et des expulsions du territoire de plus en plus fréquentes générant mobilisation et solidarité. Se développe une catégorie d'étrangers théoriquement ni régularisables, ni expulsables de par leurs liens familiaux. La colère venue de Montreuil et qui monte depuis plusieurs semaines fait irruption le 18 mars 1996 à l'église Saint-Ambroise (11e arrondissement), qui est investie par une cinquantaine de personnes dès 9 h, rejoints rapidement pour environ plus de 200 autres étrangers en situation irrégulière, principalement des Maliens, des Sénégalais et des Mauritaniens, en majorité des hommes célibataires, mais aussi des femmes et des enfants, et une seule revendication : des papiers. La détermination des occupants surprend leurs soutiens associatifs.
En application de la loi Pasqua, il s'en font expulser le 22 mars dans une relative indifférence malgré le soutien de l'abbé Pierre, après une visite du cardinal Jean-Marie Lustiger qui a autorisé le curé à donner les clefs à la police. Ils occupent ensuite le gymnase Japy (11e arrondissement), dont ils se font déloger par la police deux jours plus tard, avant d'être accueillis dans les locaux de différentes associations et syndicats dont Sud-PTT. Après avoir été hébergés à la Cartoucherie de Vincennes depuis le 29 mars, ils occupent dès le 10 avril des entrepôts désaffectés de la SNCF, la halle Pajol, rue Pajol,. Le gouvernement ne cède pas et le mouvement dure jusqu'en mai et se durcit. Selon un des étrangers en situation irrégulière, Niambouré Macalou, « ils s’en foutaient qu’on occupe un hangar désaffecté, alors on a pensé à l’église Saint-Bernard, qui est à quelques pas. » Ils quittent Pajol le 28 juin pour occuper l'église Saint-Bernard (18e arrondissement). Appuyés par l'association Droits devant !!, ils reçoivent un fort soutien populaire. Sur les 210 dossiers remis au ministère de l’Intérieur par un Collège des médiateurs, seules 22 personnes se voient délivrer un titre de séjour valable un an seulement, ce qui encourage la poursuite du mouvement.
Les étrangers en situation irrégulière arrivent à l'église Saint-Bernard le 28 juin 1996, vers 17 h. Ils sont autorisés à y demeurer par le curé Henri Coindé qui témoigne : « avec le conseil paroissial, on s’est assuré que les célébrations pouvaient se poursuivre normalement, qu’il n’y ait pas de bruit dans l’église pendant les célébrations (...) dès le lendemain de l’occupation, le samedi a eu lieu le mariage prévu dans l’église (...) Cela s’est fait en relation avec les délégués des sans-papiers qui, eux, assuraient ainsi la « police » dans l’église. Pendant les huit semaines d’occupation, beaucoup de gens du quartier ont soutenu les sans-papiers en lavant leur linge (…) Les paroissiens ont découvert la situation de ces gens. Il y avait beaucoup d’enfants en bas âge. Ils ont appris ce que signifiaient les lois Pasqua, qui durcissaient les conditions d’obtention de titre de séjour en France (…) J’avais arrêté une position de principe : je ne signerai pas la demande d’expulsion. » Pendant l'occupation, le repas quotidien des adultes était préparé dans les anciens entrepôts SERNAM de la rue Pajol.
Le 3 juillet, dix célibataires entament une grève de la faim poursuivie jusqu'au jour de l'expulsion. Plusieurs personnalités politiques comme Alain Krivine et Stéphane Hessel ou du monde du spectacle dont Ariane Mnouchkine et la comédienne Emmanuelle Béart, présente au moment de l'expulsion, soutiennent le mouvement. Le père Coindé se rappelle le jour de l'expulsion : « Le 23 août, je suis réveillé de bonne heure, vers 5 heures je descends dans la rue. Autour de l’église beaucoup de gens veillent. Vers 6 heures, Ariane Mouchkine, directrice du Théâtre du soleil (qui soutenait les sans-papiers) m’appelle de l’église et me dit qu’il va se passer quelque chose car les gardes mobiles sont rassemblés au métro Château Rouge. » Le 23 août 1996 à 7 h 30, à la suite d'un arrêté d'expulsion (visant l'occupation de l'église) pris d'urgence par le ministre de l'intérieur Jean-Louis Debré, sans que l'expulsion ne soit confirmée par un juge, 525 gardes mobiles protégés par 500 policiers des commissariats environnants et 480 CRS, sont déployés pour ouvrir à coups de bélier et de merlin la porte de l'église et évacuer les occupants. L'évacuation de l'église se solde par 220 interpellations, dont 210 étrangers en situation irrégulière (98 hommes, 54 femmes et 68 enfants) qui sont placés dans le centre de rétention de Vincennes. Bien que tous soient en principe menacés d'arrêté de reconduite à la frontière, seules huit personnes le seront effectivement, alors que 73 sont rapidement régularisées. Certaines personnes disent que les modalités de cette expulsion sont incompatibles avec une déclaration de Jean-Louis Debré, ministre de l'Intérieur ayant ordonné l'expulsion, selon laquelle ce dernier agirait « avec humanité et cœur ». Ce jour du 23 août est devenu une date importante dans le mouvement des étrangers en situation irrégulière en France.
Reproduite en une de la presse, l'attaque à la hache, ou au merlin précisent les forces de l’ordre (ou outil entre la hache et la masse), s’effectue précisément sur la porte latérale de l’église. C’est le symbole de l’outil employé pour « fendre le bois » des portes d’une église, édifice déclaré de tous temps territoire sacré de l’asile, où le silence est de rigueur, qui choque l'opinion,. L'épisode a un écho international.

## Figures du mouvement
Co-porte-parole du mouvement mais aussi chargé de l'alimentation, Ababacar Diop rejoint le mouvement le 18 mars 1996 à l’église Saint-Ambroise après s'être vu refuser par la préfecture de Seine-Saint-Denis un titre de séjour malgré une promesse d’embauche, une petite fille et sept ans de présence sur le territoire national. Il était arrivé en France en 1988 pour suivre des études d'informatique tout en exerçant aussi dans divers secteurs non qualifiés.
Il revend en l'an 2000 24 millions de francs (8 pour sa part) le nom de Vis@Vis (déposé pour un système précurseur de visiophonie) à Vivendi qui avait nommé Vizzavi son portail : « J'ai déjà investi dans une société de transports collectifs à Dakar, une station-service, des logements ». Ancien adhérent du Parti progressiste au Sénégal quand il était lycéen, il entre en France conseil national du PCF. Le militant de Droits devant !! Jean-Claude Amara loue son sens d la communication : « Il sait manier son image. En se présentant partout avec sa fille Fatou, il a montré qu'un sans-papiers n'est pas un déraciné : il a une famille, une sensibilité comme tout le monde. Il a fait du bon boulot en faisant évoluer l'opinion publique : il a réussi à substituer le mot de sans-papiers à celui de clandestin ». En 2007, ses affaires périclitent et il est brièvement incarcéré dans sa ville de Saint-Louis-du-Sénégal.
Co-porte parole, Madjiguène Cissé est arrivée en France en 1993 pour les études de sa fille. Bien qu'elle ait un titre de séjour, elle se joint au mouvement pour la régularisation. Elle revient au Sénégal en 2000 où elle reprend son travail de professeur d’allemand. Elle anime le Réseau des femmes pour le développement durable en Afrique qui soutient l'émergence d'une société civile féminine africaine et l'entreprenariat féminin sur le continent. Elle publie en 2000 un livre Parole de sans-papiers. Sénégalaise exilée et celle[pas clair] d’une « sans-papière » [sic] , elle insiste sur la dimension féministe d'une lutte au cours de laquelle des Africaines ont essayé de conquérir des libertés nouvelles. Elle juge que « pour que les Français soient moins xénophobes, il faut que les étrangers se montrent, qu’ils se battent. »
Arrivé du Mali en France en 1993 à l'âge de 31 ans, Anzoumane Sissoko rejoint le mouvement à Saint-Bernard. Non régularisé, il effectue un mois et demi de prison pour séjour irrégulier en 2001 avant d'obtenir des papiers en 2005 puis d'être naturalisé en 2015. Il est responsable du collectif national des sans-papiers et revendique entre 2002 et 2008 « 32 occupations : des églises, la mairie de Neuilly, le cabinet d’avocat de Sarkozy, le Medef, des QG de campagne. »

## Suites du mouvement de l'été 1996
Cette évacuation qui doit donner une image de fermeté du gouvernement Juppé survient quelques mois après les grèves de l'automne 1995 qui l'avaient contraint à reculer sur la réforme des retraites. Dans la foulée, des manifestations place de la République rassemblent des dizaines de milliers de personnes contre la politique du gouvernement d'Alain Juppé,. Le gouvernement se montre plus souple sur les mobilisations dans d'autres villes afin d'éviter de provoquer de nouveaux centres d'intérêt comme à Tours ou Saint-Denis, histoire, déjà, de rendre la basilique à ses paroissiens habituels. Dans les mois suivant l'expulsion, les trois quarts des anciens occupants de Saint-Bernard sont régularisés. En novembre 1997, la Cour de cassation rend un arrêt concernant l'évacuation de Saint-Bernard, jugeant que l'interpellation des personnes sur les lieux et par la suite expulsées était régulière, le fait de manifester publiquement son statut d'étranger autorisant celle-ci au visa de l'art. 8 de l'ordonnance du 2 novembre 1945,. La plupart des autres obtiennent un titre de séjour sous le Gouvernement Lionel Jospin investi en 1997. Le mouvement de 1996 inspire la « circulaire Chevénement » du 24 juin 1997 qui permet la régularisation de 80 000 étrangers en situation irrégulière en 1997-1998, soit un chiffre de moitié inférieur à celui de la régularisation opérée par la Gauche après l'élection de François Mitterrand en 1981. Dans les années 2000, la lutte se déplace dans les entreprises, comme dans le cas de la longue grèves des coiffeuses africaines du 57, boulevard de Strasbourg en 2015.
Le père Coindé témoigne des suites de l'expulsion : « Après Saint-Bernard, les sans-papiers ont été hebergés dans des locaux d’un ancien jardin d’enfants géré par le comité d’entreprise de la BNP, rue Poissonnière, pendant un an et demi. Les conditions de vie étaient difficiles (…) Beaucoup sont passés par des mois de démarches et de procédures pour renouveler leur titre de séjour et avoir un permis de travail. Certains ont été expulsés. L’occupation de Saint-Bernard a permis de multiplier les mouvements de soutien aux sans-papiers. C’était la première fois qu’une église était occupée aussi longtemps. Beaucoup de personnes non croyantes ont été touchées, émues, par l’intervention des forces de l’ordre : pour elles il n’était pas pensable que la force publique entre par la force dans un lieu comme celui-là. C’était la violation d’un lieu sacré. Des tentatives d’occupation se sont déroulées, par la suite. Mais j’ai souvent répété alors qu’il y avait eu une conjoncture de situations et d’événements qui avaient donné un formidable écho à cette occupation, mais qu’on ne refaisait pas Saint-Bernard. »
L’immigration devient un sujet politique de première importance pour la droite, alors que Jean-Marie Le Pen obtient 14,38 % des voix à la présidentielle 1988.
L'expression « sans-papiers » connaît une large diffusion auprès du grand public à la suite de ces occupations. Plusieurs manifestations sont organisées à la date anniversaire du début du mouvement ou de la date de l'expulsion de l'église Saint-Bernard les années suivant celle-ci.
L'occupation par des étrangers en situation irrégulière de l’église Saint-Bernard et de la Cartoucherie de Vincennes inspira la pièce de théâtre Et soudain, des nuits d'éveil,.
En 2015 et 2016, des groupes de migrants tentent d'occuper l'église Saint-Bernard, mais ils en sont empêchés ou rapidement éloignés.